# Semple (tissage)
Le semple est un élément des métiers à tisser ; c'est un ensemble de fils formant sur le tissu un dessin déterminé qui sert de modèle au tisseur.

## Orthographes
Au XVIIIe siècle, le mot pouvait être écrit « sample ».

## Principe
Dans un métier à tisser, un semple est un faisceau de cordes suspendues aux cordes du rame étendu horizontalement sur le côté. C'est sur le semple que sont confectionnés les lacs.
Les fils du semple sont placés verticalement et correspondent aux interlignes verticaux de la carte perforée, sur les métiers Jacquard et suivants. La mise en place d'un semple amovible permet de changer le dessin exécuté par le métier en une minute, surtout après les améliorations techniques apportées par Philippe de la Salle en 1772, qui permettent notamment l'accrochage et le décrochage facile des semples sur la machine de lissage et non sur le métier, ce qui offre un gain de temps notable.
Pour le tissage de la soie, le semple est ainsi composé de huit cents fils de chaîne.